# Sri Venkateswara Mahatyam
Pour plus de détails, voir Fiche technique et Distribution.
Sri Venkateswara Mahatyam est un film indien en télougou réalisé par P. Pullayya (en), sorti en 1960. Le film fait l'objet d'un doublage en tamoul sorti sous le nom de Srinivasa Kalyanam.
Il raconte l'avatar Venkateswara de Vishnou à Tirumala.

## Synopsis
En raison de l'avènement du Kali Yuga, la terre fait face à des menaces de toutes sortes. Pour réduire son fardeau, les Saptharishis, dirigés par Kasyapa Muni, exécutent un Yagna, Nârada Maharshi est amené et demande qui est la divinité patronne du sacrifice. Incapables de répondre, les sages envoient Bhrigu Maharshi pour éprouver la Trimūrti. Après avoir éprouvé Shiva et Brahmā, il éprouve le Vaikuntha alors que Vishnou et son épouse Lakshmi sont d'humeur enjouée et ignorent Bhrigu. Irrité par cela, Bhrigu donne un coup de pied à Vishnou dans la poitrine. Afin d'apaiser le sage, Vishnou tenait ses jambes et pressait l'œil dans son pied le symbole de son égoïsme, lorsque le sage se rend compte de sa folie et s'excuse auprès de Vishnou. Mais Lakshmi s'énerve et en colère, se rend sur la terre. Vishnou la suit également et s'installe dans une fourmilière sans nourriture ni eau. Prenant pitié, Brahma et Shiva ont pris les formes d'une vache et d'un veau pour le servir. Lakshmi les vend sous cette apparence au roi. Découvrant Vishnou sur la fourmilière, la vache le nourrit ainsi. Pendant ce temps, au palais, la vache ne produit pas de lait, la reine réprimande le berger royal Sarabha. Pour en connaître la cause, Sarabha suit la vache en secret et découvre son acte. Sarabha en colère jette sa hache mais Vishnou s'est levé de la fourmilière pour recevoir le coup, puis il maudit Sarabha et le fait errer comme un fantôme jusqu'à ce qu'il se forme en une divinité à cet endroit.
Après cela, Vishnou atteint l'ashram de son ardente dévote Vakulamatha, elle le nomme Srinivasa et il commence à rester avec elle. Une fois, Srinivasa à la chasse poursuit un éléphant sauvage. Dans sa poursuite, il est conduit dans un jardin, où il rencontre Padmavati, fille d'Aakasa Raju et tous deux tombent amoureux. Après une hésitation initiale, Aakasa Raju et sa femme Dharani Devi acceptent leur mariage. Pour les dépenses du mariage, Srinivasa s'endette auprès de Kubera et promet de rembourser le prêt avec intérêt jusqu'à la fin du Kali Yuga. Après le mariage, le sage Narada en informe Lakshmi. Furieuse, Lakshmi affronte Vishnou. L'affrontement entre ses deux épouses conduit Srinivasa, à se transformer en forme de pierre. Padmavathi et Lakshmi deviennent également des pierres de chaque côté et Vakula Devi comme une guirlande. Tout le monde est heureux que la divinité se révèle pour protéger la terre. Les générations passent quand un dévot appelé Bhavaji arrive et commence à appeler la divinité Balaji. Mais il n'a pas été autorisé à regarder le dieu. À partir de là, chaque nuit, le dieu lui-même vient jouer aux dés avec lui. Un jour, Balaji perd son ornement dans le pari. Le lendemain, lorsque les portes du temple sont ouvertes, les gens constatent que l'ornement a disparu. Le roi arrive pour mener un interrogatoire et Bhavaji explique la vérité. Mais personne ne le croit, alors le roi procède à une épreuve pour prouver son innocence, le garde dans une prison, pleine de canne à sucre à l'intérieur, et lui demande de tout manger avant l'aube. Venkateswara arrive sous la forme d'un éléphant et termine en quelques instants. Au matin, les gens sont surpris de voir le miracle. Par la suite, Bhavaji est appelé par le nom de Hathiram Bhavaji et le roi lui approuve l'autorité du temple. Enfin, les générations passent et le nombre de fidèles au temple augmente. Enfin, le film se termine en montrant le Srivari Brahmotsavam.

## Fiche technique
- Titre : Sri Venkateswara Mahatyam
- Réalisation : P. Pullayya (en)
- Scénario : Acharya Aatreya (en)
- Musique : Pendyala Nageswara Rao (en)
- Direction artistique : S. V. S. Rama Rao (en)
- Photographie : Roy P.L.
- Son : Menon
- Montage : Sriramulu K.A.
- Production : P. Pullayya
- Société de production : Padmasri Pictures
- Société de distribution :
- Pays de production :  Inde
- Langue : Tamoul
- Format : Noir et blanc - 1,66:1 - mono - 35 mm
- Genre : Drame
- Durée : 204 minutes
- Date de sortie :
  - Inde : 9 janvier 1960.

## Distribution
- Nandamuri Taraka Rama Rao : Vishnu/Venkateswara (en)
- S. Varalakshmi : Lakshmi
- Savitri : Padmavathi (en)
- V. Nagaiah (en) : Hathiram Bhavaji (en)
- Gummadi Venkateswara Rao (en) : Bhrigu Maharshi
- Relangi
- Ramana Reddy (en) : Sarabha
- Rajanala
- Vangara
- Valluri Balakrishna (en)
- Peketi Sivaram (en)
- Puvvula Suri Babu (en) : Narada Maharshi
- Ghantasala
- A. V. Subba Rao : Akasa Raju
- A. V. Subba Rao Jr. : Brahmā
- Vempati Peda Satyam : Shiva
- Lanka Satyam : Yatrikudu
- Rushyendramani (en) : Dhaaranidevi
- Santha Kumari (en) : Vakula Devi (en)
- Sowcar Janaki (en) : Yerukala Saani
- Surabhi Balasaraswathi : la femme de Sarabha
- Sandhya : la déesse Sarasvati

## Production
P. Pullayya crée sa propre société de production Padmasree Pictures avec son ancien assistant réalisateur et beau-frère V. Venkateswarlu en tant que producteur. Il décide de refaire Sri Venkateswara Mahathmyam avec N.T. Ramarao qui est une célébrité pour sa représentation d'avatars mythiques.
Pullayya conserve le scénario et les dialogues du premier film de 1939. Il engage Acharya Athreya pour simplifier les dialogues afin de répondre aux sensibilités de la nouvelle génération.

## Bande originale
| S.No | Titre                  | Paroles                    | Interprètes                     | Longueur |
| ---- | ---------------------- | -------------------------- | ------------------------------- | -------- |
| 1    | Jaya Jaya Jaganayaka   | Malladi Ramakrishna Sastry | Chœur                           | 6:51     |
| 2    | Sridevini              | Aarudra                    | S. Varalakshmi                  | 3:17     |
| 3    | Pavanambayya           | Narapa Reddy               | Ghantsala                       | 0:44     |
| 4    | Kannula                | Narapa Reddy               | Madhavapeddi Satyam             | 0:40     |
| 5    | Namo Narayanaya        | Narapa Reddy               | Madhavapeddi Satyam             | 0:23     |
| 6    | Chilipi Chestala       | Narapa Reddy               | Ghantasala                      | 0:45     |
| 7    | Anyuledutanu           | Narapa Reddy               | Puvvula Suri Babu               | 0:39     |
| 8    | Ee Neradarana          | Narapa Reddy               | S. Varalakshmi                  | 0:47     |
| 9    | Varala Beramayya       | Acharya Aatreya            | S. Varalakshmi                  | 3:02     |
| 10   | Chilako Chikkave       | Acharya Aatreya            | Pithapuram, Swarnalatha         | 2:09     |
| 11   | Gopaala Nandha Gopaala | Acharya Aatreya            | Santha Kumari                   | 3:49     |
| 12   | Ontivaadu              | Narapa Reddy               | Ghantasala                      | 0:40     |
| 13   | Naa Kutiramandu        | Narapa Reddy               | P. Santha Kumari                | 0:52     |
| 14   | Giliginthalu           | Acharya Aatreya            | P. Susheela, S. Janaki, Vaidehi | 5:24     |
| 15   | Evaro Atadevaro        | Acharya Aatreya            | Ghantasala, P. Susheela         | 4:14     |
| 16   | Chiru Chiru Nagavula   | Acharya Aatreya            | P. Santha Kumari, Swarnalatha   | 3:21     |
| 17   | Chinnari O Chiluka     | Acharya Aatreya            | P. Susheela                     | 3:13     |
| 18   | Kalyana Vaibhavam      | Acharya Aatreya            | P. Leela, Jikki                 | 5:27     |
| 19   | Sakala Kalyanabhusha   | Narapa Reddy               | Madhavapeddi Satyam             | 0:37     |
| 20   | Velliraa Maathalli     | Acharya Aatreya            | P. Leela, Vaidehi               | 5:10     |
| 21   | Kalaga Kammanikalaga   | Acharya Aatreya            | Ghantasala, P. Susheela         | 3:25     |
| 22   | Kalayo                 | Narapa Reddy               | P. Susheela                     | 0:39     |
| 23   | Ee Srinivasudu         | Narapa Reddy               | P. Suri Babu                    | 1:46     |
| 24   | Lakshmi Nivasa         | Suprabhatam                | Ghantasala                      | 0:49     |
| 25   | Vega Raava             | Acharya Aatreya            | Madhavapeddi Satyam             | 2:44     |
| 26   | Pahihare               | Acharya Aatreya            | Madhavapeddi Satyam             | 1:21     |
| 27   | Padave Podamu Gouri    | Acharya Aatreya            | Madhavapeddi Satyam             | 1:34     |
| 28   | Sesha Saila Vaasa      | Acharya Aatreya            | Ghantasala                      | 3:03     |

## Box-office
Le film sort avec vingt copies et est diffusé 100 jours dans 16 centres et 175 jours dans les centres d'Hyderabad et de Vijayawada.